# Апирантос
Апѝрантос (на гръцки: Απείρανθος) е село в Република Гърция, разположено на остров Наксос, област Южен Егей. Селото има население от 828 души (2001).

## Личности
Родени в Апирантос
- Манолис Глезос (р. 1922), гръцки политик